# بين كوبر
بين كوبر (10 فبراير 1992 بليزمور في أستراليا - ) (بالهولندية: Ben Cooper)‏ هو لاعب كريكت أسترالي وهولندي. شارك مع منتخب هولندا للكريكت.

## وصلات خارجية
- بين كوبر على موقع إي آس بي آن كريك إنفو (الإنجليزية)